# Rally de Silesia
El Rally de Silesia oficialmente Rajd Śląska - Rally Silesia, es un evento de rally que se celebra anualmente en la ciudad de Katowice, Voivodato de Silesia, Polonia. El Rally de Silesia es una continuación del Rally Mikołowski y del Rally Mikołowo-Żorski, que se celebraron como parte del Campeonato de Rally de Silesia. La primera edición del Rally Mikołowski tuvo lugar en 2012 hasta el 2015, mientras que la única edición del Rally Mikołowo-Żorski tuvo lugar en 2016.
En 2024, el Rally de Silesia pasa a formar parte del Campeonato de Europa de Rally siendo la última fecha de la temporada.

## Palmarés
| Año  | Edición                        | Piloto            | Copiloto            | Vehículo               | Series |
| ---- | ------------------------------ | ----------------- | ------------------- | ---------------------- | ------ |
| 2017 | 1. Rajd Śląska                 | Tomasz Kasperczyk | Damian Syty         | Ford Fiesta R5         |        |
| 2018 | 2. Rajd Śląska                 | Tomasz Kasperczyk | Damian Syty         | Ford Fiesta R5         |        |
| 2019 | 3. Rajd Śląska                 | Mikołaj Marczyk   | Szymon Gospodarczyk | Škoda Fabia R5         |        |
| 2020 | 4. Rajd Śląska                 | Jari Huttunen     | Mikko Lukka         | Hyundai i20 R5         |        |
| 2021 | 5. Rajd Śląska                 | Mikołaj Marczyk   | Szymon Gospodarczyk | Škoda Fabia Rally2 evo |        |
| 2022 | 6. Rajd Śląska                 | Grzegorz Grzyb    | Adam Binięda        | Škoda Fabia Rally2 evo |        |
| 2023 | 7. Rajd Śląska                 | Kacper Wróblewski | Jakub Wróbel        | Škoda Fabia Rally2 evo |        |
| 2024 | 8. Rajd Śląska - Rally Silesia | Andrea Mabellini  | Virginia Lenzi      | Škoda Fabia RS Rally2  | ERC    |